# 羅瑟河谷 (英國國會選區)
羅瑟河谷（英語：Rother Valley），英國國會一自治市選區，包括英格蘭約克郡-亨伯南約克郡南部羅瑟薩姆都市自治市南部，包括八個地方選區。
始於1918年，自創設以來本區一直支持工黨。在2010年大選中自1983年起任當區議員、工黨的凱文·巴倫以40.9%選票勝出該區連任。